# 佐藤博 (フォークシンガー)
佐藤 博（さとう ひろし、1943年11月5日 - ）は、日本のフォークシンガー、俳優、放送作家。福島県福島市生まれ。福島高校卒。
愛称はガン（GUN、GWAN、ぐぁん）。愛称の由来は、鳩が豆鉄砲をくらったような目をしているので、鉄砲＝ガンと林隆三によって名付けられた。同音の病気にならないように願をかけているとも言われる。
初期のころには俳優としても、フォークシンガーとしても佐藤博での表記であったが、同姓同名のミュージシャンがいたため、2000年よりアメリカ進出とアジアっぽい響きを取り入れ、GWANをミドルネームとして、『佐藤GWAN博』を正式名称としている。
仕事の内容によって名前を使い分けており、別に放送作家としての活動に雁田昇（かりたのぼる）の名前を使う。

## 俳優として
公認サイトから
1965年　俳優座附属俳優養成所（第15期生）卒業後、「劇団自由劇場」（後のオンシアター自由劇場）の創立メンバー。
養成所同期には、林隆三・小野武彦・前田吟・地井武男・栗原小巻・秋野太作・夏八木勲・浜畑賢吉・高橋長英・村井国夫・赤座美代子・太地喜和子・三田和代・劇作家で斎藤憐。この同期は才能ある人達を多く輩出した事で、花の15期生と呼ばれている。一期上には、串田和美・佐藤信・清水綋治・吉田日出子・樋浦勉・河内美子（現嵯峨美子）・辻萬長・原田芳雄がいた。
「劇団自由劇場」は地井・古川義範・樋浦・串田・溝口舜亮・村井・佐藤・清水・河内・田島和子・吉田の俳優陣と、演出関係の観世栄夫・斉藤・佐藤信という上記養成所のメンバーを中心に、総計14名を創立メンバーとして発足。
俳優として劇団活動を続けて「演劇センター68/71」（のちの劇団黒テント）にも参加。
この頃に実写版「バンパイヤ」にロック役として出演、劇中でいきなりギターを出して歌いだすシーンがある。
その後、自作の歌も歌いはじめフォークシンガーとなり、放送作家の活動も始める。

### 舞台
- 1966年「イスメネ・地下鉄」（自由劇場）兵士 役
- 「ザ・ショウ」（自由劇場）
- 「おんなごろしあぶらの地獄」（自由劇場）
- 「鼠小僧次郎吉」（自由劇場）
- 1971年「翼を燃やす天使たちの舞踏」（68/71黒色テント） - 大阪公演では一部で関西フォーク、二部で芝居という構成であった。佐藤はこの頃は役者のみで歌っていないが、高田渡を聞いてびっくりしてこんなにも歌が面白いのかと思ったという。また、他の人の歌を聞いて「あ、これならおれも作れる」とも思ったという[4]。
- 「セチュアンの善人」（民音）
- 「剛球王熱帯の風」（時々自動）
- 「木の戦士」（時々自動）
- 2003年「ワーニャ伯父さん」（鷗座）テレーギン（落ちぶれた地主）役

### 映画
- 1967年 「日本春歌考」（大島渚監督）若者 役

### テレビドラマ
- 1966年 「青春とはなんだ」第27話「逃げた連休」（4月24日）、第29話「二人の虹」（5月15日）新聞部・泉 役
- 1968-69年　「バンパイヤ」（手塚プロ）間久部緑郎（ロック） 役
- 1968年「花いちもんめ」（フジテレビ）5人兄弟のひとり 役
- 1968年「三匹の侍」 第6シリーズ 第10話「花かげろう」（フジテレビ）堀内鉄之丞 役
- 1973年「アイフル大作戦」第3話「ハラ! ハラ! 殺人ドライブ」 テロリスト 役
- 1974年-75年「オズの魔法使い」（日本テレビ）ライオン 役
- 1978年「浮浪雲」（テレビ朝日）
- 1978年「黄金の日日」（NHK）天王寺屋三郎 役

### ラジオドラマ
- 1980年「R62号の発明」（NHKラジオ第一）学生 役

### 人形劇
- 1993年 - 1995年「人形歴史スペクタクル 平家物語」（NHK）

## フォークシンガーとして
吉祥寺を中心に活動していたことから、吉祥寺派とも呼ばれるフォークシンガーと親交が深い。25年ぶりに作られたセカンドアルバムでは参加ミュージシャンとして佐久間順平・高田渡・シバ・中川イサト・松田幸一・竹田裕美子・今井忍・村上律・岡嶋BUN善文・ANNSAN・朝比奈尚行・青木ともこ・大庭珍太らが参加した。サードアルバムでは、参加ミュージシャン佐久間順平・松田幸一・千葉一樹　ライナーノーツ：中川五郎　ジャケット写真：シバ。

### 活動歴
- 1973年 中川五郎・吉田日出子・鈴木茂・大津彰らと「音楽集団jam」を結成。メンバーは自由に出入り。
- 1973年 NHK少年ドラマシリーズ『ぼくがぼくであること』に「南風」がドラマの主題歌として採用されている。ドラマ用に新たに録音された1分半程のショートバージョン。
- 1974年 『春一番 '74』「わたしの自転車」(Jam)収録（ベルウッド・レコード）
- 1974年 『1974 Hobo's Concerts || "大きな青空が胸に"（ベルウッド・レコード）「たんぽぽのお酒」「青空」収録
- 1975年  NHK少年ドラマシリーズ」『六年二組の春は…』「青空」がドラマの主題歌。挿入歌に「忘れ物」。劇中歌としてドラマの中で子供たちが「たんぽぽのお酒」を歌うシーンがある。
- 1975年 『Jam（ジャム第10回コンサートJam・峠ライブ』（ベルウッド・レコード）「忘れ物」「あんた」収録。
- 1975年 吉田日出子に楽曲提供。シングルとして「かま猫のブルース」／「たんぽぽのお酒」（ベルウッド・レコード）
- 1975年 『春一番 '75』「たんぽぽのお酒」収録（ベルウッド・レコード）
- 1976年 『春一番 '76』「お陽さんブルース」収録（ベルウッド・レコード）
- 1976年 ファーストアルバム『青空』（ベルウッド・レコード）
- 1977年 『春一番 '77』「かんしゃく玉」収録（ベルウッド・レコード）
- 1978年 桃井かおりに楽曲提供。アルバム「ONE」「TWO」に組曲を書く「ブスの唄（ブルース）」
- 1978年 松田優作に楽曲提供。アルバム『Uターン』（ビクター音楽産業）に 「心臓のハードパンチ」「日暮れの風唄」
- 80年代は吉祥寺「ぐゎらん堂」「のろ」などで精力的にライブを続けてきた。
- 2000年 ニックネームGUNをGWANと改める。以後、佐藤GWAN博の表記で活動。
- 2001年 セカンドアルバム『星空』（シールズレコード）を25年ぶりにリリース。
- 2004年 『高田渡トリビュート』（シールズレコード）「ブラザー軒」収録。
- 2008年 『吉祥寺フォークナイト SEALS RECORDS 10周年記念LIVE』（シールズレコード）「直ちゃん」収録。
- 2008年 『佐藤GWAN博ソロライブ at Woodstock Cafe』（個人レーベル）
- 2009年 サードアルバム『おやすみお月さん』（シールズレコード）

## 放送作家として

### テレビ
- 「おーい!はに丸」（NHK教育) - はに丸の口癖の「はにゃ？」は雁田昇の考案[5]。
- 「大きくなる子」（NHK教育)
- 「あつまれ!じゃんけんぽん」（NHK教育)

### ラジオ
- 「おはなし玉手箱」（NHK第二）
- 「青空班ノート」（NHK第二）
- 「昭夫の日記」（NHK第二）
- 「ラジオ図書館」（TBSラジオ）

「ミステリー・ゾーン」（TBSラジオ）
- 「桃井かおり・ひとり身ぽっち」（TBSラジオ）
- 「野沢那智のハローモーニング」（TBSラジオ）
- 「倉本聰・ニッポン人生録」（TBSラジオ）

### 舞台の構成、演出

#### TBS朗読コンサート
TBSアナウンサーによる朗読に、生演奏による音楽、効果音、照明などがあてられたコンサート形式の朗読会。女性アナウンサー有志により発足した朗読勉強会。その発表の場として発展してきた「朗読コンサート」は視聴者プレゼントとして抽選で毎回300人ほどが招待。ラジオにてその模様は後日放送された。毎回、構成演出　雁田昇・桂田實　音楽　佐久間順平・竹田裕美子　で続けられた。
- 1996年 TBSホール「セロ弾きのゴーシュ」
- 1997年 TBSホール「遠野ものがたり」
- 1998年 TBSホール「ふたごの星」
- 1999年12月5日　ヤクルトホール「アフリカポレポレ」
- 2001年12月14日 TBSホール「スーホの白い馬」
- 2002年12月4日　ACTホール「琉球あしび」
- 2003年12月16日　新国立劇場小劇場「フランダースの犬」
- 2005年3月11日　新宿シアターアプル「アンデルセン物語」
- 2006年3月3日　赤坂草月ホール「谷川俊太郎・詩の世界」生きているということ　いま生きているということ・・・

#### 朗読ライブ
石井和子による朗読ライブ
毎回、構成　雁田昇
- 2006年11月24日『わたしの源氏物語』原作 瀬戸内寂聴『女人源氏物語』から二編
- 2007年11月7日 原作 山本周五郎『かあちゃん』
- 2008年6月6日 原作 宮沢賢治『よだかの星・水仙月の四日』
- 2008年10月31日 原作 宮沢賢治『水仙月の四日』
- 2009年11月27日 原作 堀辰雄『姨捨(obasute)』
- 2011年3月4日 原作　坂口安吾『桜の森の満開の下』

#### オーディオドラマCD
- オズの魔法使い　脚色　雁田昇　発行　株式会社スタジオエコー